# Ilustrovaná žena
Ilustrovaná žena je název českého vydání povídkové sbírky amerického spisovatele Raye Bradburyho The Machineries of Joy (1964, Automaty pro radost). Sbírka obsahuje autorovy povídky především z let 1960 až 1964.
Sbírka je napsána v duchu fantastické básnivosti a představuje prakticky celou námětovou škálu autorovy tvorby. Jsou v ní povídky science fiction, hrůzostrašné povídky napsané v duchu poeovské tradice, povídky žánru fantasy, povídky z irského prostředí se silným humanistickým posláním a také humorné povídky charakterizující život dnešní newyorské společnosti z literárního a filmového prostředí.

## Seznam povídek ve sbírce
- Automaty pro radost (1962, The Machineries of Joy), filozofická povídka o sporu faráře a dvou irských kněží s italským knězem, otcem Vittorinim o objevování vesmíru a o jeho dopadu na učení církve.
- Čekám (1949, The One Who Waits), hororová sci-fi povídka z Marsu o podivné bytosti, která zničí účastníky pozemské expedice tím, že se jimi stane.
- Tyrannosaurus Rex (1962), muž pracující pro filmové studio vytvoří obličej loutky tyrannosaura podle svého šéfa, kterému se původní návrh tváře nelíbil.
- Prázdniny 1959, Holiday), sci-fi povídka o tom, jak se jedné rodině splnilo přání, aby všichni lidé zmizeli a oni měli prázdniny na celý život.
- Bubeník od Shiloh (1960, The Drummer Boy of Shiloh), příběh z Americké občanské války, v předvečer krvavé bity u Shiloh.
- Hoši! Pěstujte obří houby doma ve sklepě! (1962, Boys! Raise Giant Mushrooms in Your Cellar!), česky též jako Pojď ke mně dolů do sklepa v antologii Tunel do pozítří, SNDK, Praha 1967 v překladu Vladimíra Svobody, sci-fi povídka o skryté invazi mimozemských obřích hub na Zem..
- Téměř konec světa (1957, Almost the End of the World), téměř konec světa nastává, když na celém světě přestane fungovat televize.
- Možná, že odcházíme (1962, Perhaps We Are Going Away), snová povídka o neodvratném osudu Indiánů.
- Námořník (1960, And the Sailor, Home from the Sea), příběh o námořníkovi, který přišel o svou lásku, dvacet let žil na souši daleko ve vnitrozemí, a přesto byl nakonec pohřben do moře.
- El día de muerte (1947). Povídka popisuje Den mrtvých slavený v Mexiku očima malého chlapce.
- Ilustrovaná žena (1961, The Illustrated Woman), příběh odehrávající se u psychiatra o dvěstěkilové ženě, která má být údajně celá pokrytá tetováním.
- Jak Lazar žijí někteří (1960, Some Live Like Lazarus). Dívka Anna a chlapec Roger se v pěti letech seznámí a slíbí si, že se vezmou. Stojí však mezi nimi Rogerova despotická matka, na které je Roger citově závislý a která je příčinou, že se vztah mladých lidí nenaplní.
- A tak zemřela Rjabušinská (1953, And So Died Riabouchinska), česky též jako A tak zemřela Riabouchinska v antologii Kaleidoskop, Odeon, Praha 1969. Jde o povídku s detektivní zápletkou, kde mezi podezřelými z vraždy je i břichomluvec Fabian. Ten se vžije tak do své role, že svou loutku považuje za živou bytost, která jej nakonec usvědčí.
- Žebrák na O'Connellově mostě (1961, The Beggar on O'Connell Bridge), též jako The Beggar on the Dublin Bridge, sonda do života dublinských žebráků a turistů, kteří řeší dilema, zda jsou žebráci skutečně tím, za co se vydávají.
- Smrt a dívka (1960, Death and the Maiden), fantasy příběh o stařeně, která se devadesát let úspěšně skrývala před smrtí. Smrt proto přichází s nabídkou, že jí na dvacet čtyři hodin vrátí mládí, aby mohla prožít milostný vztah, který nikdy nepoznala.
- Hejno havranů (1952, A Flight of Ravens), hlavní hrdina povídky, poslední dobou slavný spisovatel, přijíždí ke svým známým do New Yorku. Jelikož měl hodně práce, těší se, jak si u nich odpočine, vždyť vždy u nich byla taková pohoda. Ale nic už nebude, tak jak bývalo.
- Nejlepší z možných světů (1960, The Best of All Possible Worlds). Dva muži ve vlaku hovoří na téma ženy. První vypráví příběh o svém příteli, který měl mnoho žen, a přesto jen jednu jedinou. Druhý pak mluví o známém, kterého viděl se dvěma ženami, a neuhodl, která je jeho žena a která milenka.
- Životní dílo Juana Díaze (1963, The Lifework of Juan Diaz), chudá žena dostává po roce připomínku, že nezaplatila za hrob svého zesnulého manžela a hrobník jí hrozí tím, že jej vykope z hrobu a dá tam jinou mrtvolu.
- Chicagská propast (1963, To the Chicago Abyss), sci-fi příběh z postapokalyptické budoucnosti, ve kterém stařec přináší lidem zakázané vzpomínky na věci jež bývaly.
- Hymnoví sprinteři (1963, The Anthem Sprinters), též jako The Queen's Own Evaders, příběh o tom, jak přátelé z dublinské hospody U čtyř provincií mají zajímavou zábavu: chodí do kina a když se objeví na plátně slovo Konec, vybíhají ven, aby byli rychlejší než ostatní „závodníci“.

## Česká vydání
- Ilustrovaná žena, Československý spisovatel, Praha 1968, přeložila Jarmila Emmerová, verše přeložil Radoslav Nenadál.
- Ilustrovaná žena a jiné povídky, Baronet, Praha 2009, přeložila Jarmila Emmerová, verše přeložil Radoslav Nenadál.